# Équipe cycliste Jayco-AIS
L'équipe cycliste Jayco-AIS est une équipe cycliste australienne participant aux circuits continentaux de cyclisme et en particulier l'UCI Oceania Tour de sa création en 2006 à sa disparition en 2012.

## Histoire de l'équipe
L'équipe est fondée en 2006 sous le nom de South Australia.com-AIS et elle court jusqu'à la fin de la saison 2012 comme une équipe continentale principalement sur les courses des circuits de l'UCI Europe Tour et de l'UCI Oceania Tour. En 2009, l'équipe devient le Team Jayco-AIS, puis en 2010, elle change à nouveau de co-sponsor pour s'appeler Team Jayco-Skins. 
À partir de la saison 2013, l'équipe n'a plus de licence continentale et court comme une équipe cycliste nationale amateur.
L'équipe est dirigée par l'Australian Institute of Sport et est considérée comme la meilleure école de cyclisme pour les coureurs australiens. De nombreux coureurs connus ont rejoint l'équipe à leurs débuts, comme Matthew Goss, Matthew Lloyd, Wesley Sulzberger, Simon Clarke, Travis Meyer, Cameron Meyer, Jack Bobridge, Leigh Howard ou Michael Matthews.
Le responsable de l'équipe est Kevin Tabotta et il est soutenu par plusieurs directeurs sportifs comme James Victor et Ian McKenzie.
Le commanditaire est le fabricant américain de camping-cars et de caravanes Jayco, dont le propriétaire, l'homme d'affaires australien Gerry Ryan, qui finance également l'équipe World Tour australienne Orica-GreenEDGE,. L'équipe cycliste Jayco-AIS bénéficie également d'une coopération avec cette dernière. 
Sous le même nom, l'Australian Institute of Sport gère une équipe de cyclisme sur piste UCI et une équipe nationale féminine de cyclisme.

## Principales victoires

### Classiques
- Gran Premio della Liberazione : 2006 (Matthew Goss)
- Trofeo Alcide Degasperi : 2006 (Matthew Lloyd)
- Trophée de la ville de San Vendemiano : 2008 (Simon Clarke)
- Chrono champenois : 2011 (Luke Durbridge) et 2012 (Rohan Dennis)
- Trofeo Banca Popolare di Vicenza : 2011 (Richard Lang) et 2012 (Jay McCarthy)

### Courses par étapes
- Tour de Tasmanie : 2007 (Cameron Meyer)
- Tour du Japon : 2008 (Cameron Meyer)
- Tour de Berlin : 2008 (Travis Meyer)
- Tour de Wellington : 2008 (Travis Meyer) et 2012 (Jay McCarthy)
- Tour de Slovaquie :  2009 (Leigh Howard)
- Tour de Thuringe : 2012 (Rohan Dennis)

### Championnats internationaux
- Championnat du monde sur route espoirs : 2010 (Michael Matthews)
- Championnat du monde du contre-la-montre espoirs : 2011 (Luke Durbridge)
- Championnat d'Océanie sur route : 2009 (Michael Matthews)
- Championnat d'Océanie sur route espoirs : 2009 (Michael Matthews), 2011 (Richard Lang)
- Championnat d'Océanie du contre-la-montre espoirs : 2009 (Michael Matthews)

### Championnats nationaux
- Championnats d'Australie sur route : (11)
  - Contre-la-montre : 2007 (Zakkari Dempster)
  - Course en ligne espoirs : 2007 (Wesley Sulzberger), 2008 (Simon Clarke), 2009 (Jack Bobridge), 2010 (Michael Hepburn), 2011 (Benjamin Dyball) et 2012 (Rohan Dennis)
  - Contre-la-montre espoirs : 2006 (Shaun Higgerson), 2009 (Jack Bobridge), 2010 et 2012 (Rohan Dennis) et 2011 (Luke Durbridge)
- Championnats d'Australie sur piste : (12)
  - Poursuite : 2008 (Mark Jamieson) et 2009 (Jack Bobridge)
  - Poursuite par équipes : 2006 (Matthew Goss), 2007 (Dampster, Finning, Ford), 2009 (Freiberg, Meyer) et 2010 (Rohan Dennis)
  - Scratch : 2007 (Zakkari Dempster) et 2009 (Glenn O'Shea)
  - Américaine : 2006 (Simon Clarke et Miles Olman)
  - Course aux points : 2006 (Miles Olman) et 2009 (Glenn O'Shea)
  - Omnium : 2010 (Michael Hepburn)

## Classements sur les circuits continentaux
L'équipe participe aux circuits continentaux et principalement à des épreuves de l'UCI Oceania Tour. Le tableau ci-dessous présente les classements de l'équipe sur les différents circuits, ainsi que son meilleur coureur au classement individuel.
L'équipe a remporté à trois fois le classement par équipes et à deux reprises un de ses coureurs a remporté le classement individuel de l'UCI Oceania Tour.
UCI America Tour
| Saison | Classement par équipes | Meilleur coureur au classement individuel |
| ------ | ---------------------- | ----------------------------------------- |
| 2006   | 28e                    | Wesley Sulzberger (289e)                  |

UCI Asia Tour
| Saison | Classement par équipes | Meilleur coureur au classement individuel |
| ------ | ---------------------- | ----------------------------------------- |
| 2006   | 18e                    | Daniel McConnell (92e)                    |
| 2007   | 26e                    | Nicholas Sanderson (101e)                 |
| 2008   | 13e                    | Cameron Meyer (48e)                       |
| 2009   | 29e                    | Leigh Howard (91e)                        |
| 2010   | 16e                    | Michael Matthews (18e)                    |

UCI Europe Tour
| Saison | Classement par équipes | Meilleur coureur au classement individuel |
| ------ | ---------------------- | ----------------------------------------- |
| 2006   | 46e                    | Matthew Goss (72e)                        |
| 2007   | 71e                    | Simon Clarke (177e)                       |
| 2008   | 46e                    | Simon Clarke (74e)                        |
| 2009   | 61e                    | Jack Bobridge (153e)                      |
| 2010   | 53e                    | Michael Matthews (99e)                    |
| 2011   | 40e                    | Luke Durbridge (146e)                     |
| 2012   | 24e                    | Rohan Dennis (42e)                        |

UCI Oceania Tour
| Saison | Classement par équipes | Meilleur coureur au classement individuel |
| ------ | ---------------------- | ----------------------------------------- |
| 2006   | 2e                     | Wesley Sulzberger (7e)                    |
| 2007   | 3e                     | Wesley Sulzberger (5e)                    |
| 2008   | 1re                    | Travis Meyer (2e)                         |
| 2009   | 16e                    | Michael Matthews (39e)                    |
| 2010   | 1re                    | Michael Matthews (1er)                    |
| 2011   | 1re                    | Richard Lang (1er)                        |
| 2012   | 1re                    | Nick Aitken (2e)                          |

## Saison 2012

### Effectif
| Cycliste         | Date de naissance | Nationalité | Équipe 2011               |
| ---------------- | ----------------- | ----------- | ------------------------- |
| Nick Aitken      | 01.01.1990        | Australie   | Jayco-AIS                 |
| Rohan Dennis     | 28.05.1990        | Australie   | Rabobank Continental      |
| Aaron Donnelly   | 27.02.1991        | Australie   | Jayco-AIS                 |
| Michael Freiberg | 10.10.1990        | Australie   | V Australia               |
| Damien Howson    | 13.08.1992        | Australie   | Jayco-AIS                 |
| Patrick Lane     | 29.08.1991        | Australie   | Jayco-AIS                 |
| Jay McCarthy     | 08.09.1992        | Australie   | Jayco-AIS                 |
| Glenn O'Shea     | 14.06.1989        | Australie   | Ex-pro (Jayco-Skins 2010) |
| Calvin Watson    | 06.01.1993        | Australie   | Néo-pro                   |

### Victoires
| Date       | Course                                           | Pays             | Classe | Vainqueur             |
| ---------- | ------------------------------------------------ | ---------------- | ------ | --------------------- |
| 07/01/2012 | Championnat d'Australie sur route espoirs        | Australie        | CN     | Rohan Dennis          |
| 10/01/2012 | Championnat d'Australie contre-la-montre espoirs | Australie        | CN     | Rohan Dennis          |
| 26/01/2012 | 2e étape du Tour de Wellington                   | Nouvelle-Zélande | 2.2    | Jay McCarthy          |
| 29/01/2012 | Classement général du Tour de Wellington         | Nouvelle-Zélande | 2.2    | Jay McCarthy          |
| 01/04/2012 | Trofeo Banca Popolare di Vicenza                 | Italie           | 1.2U   | Jay McCarthy          |
| 03/04/2012 | 2e étape du Tour de Thaïlande                    | Thaïlande        | 1.2U   | Mitchell Lovelock-Fay |
| 19/05/2012 | 5e étape de l'Olympia's Tour                     | Pays-Bas         | 2.2    | Rohan Dennis          |
| 14/05/2012 | 5e étape du Tour de Thuringe                     | Allemagne        | 2.2U   | Rohan Dennis          |
| 15/05/2012 | Classement général du Tour de Thuringe           | Allemagne        | 2.2U   | Rohan Dennis          |
| 09/09/2012 | Chrono champenois                                | France           | 1.2    | Rohan Dennis          |